# La liceale, il diavolo e l'acquasanta
La liceale, il diavolo e l'acqua santa (A Liceal, o Diabo e a Água Benta) é um filme italiano de 1979, dirigido por Nando Cicero.
Estreou em Portugal a 28 de Outubro de 1982.

## Sinopse
Um anjo da guarda apaixonado, um travesti que opta pelas mulheres e rouba a namorada do namorado e um pobre homem convencido que vendeu a alma ao diabo, são as três histórias que compõem este filme.

## Elenco
Gloria Guida: Luna
Lino Banfi: Lino
Alvaro Vitali: Carmelo Petralia
Pippo Santonastaso: il diavolo Pupù
Alberto Ercolani (alias Claudio Saint-Just): Ciclamino
Tiberio Murgia: Commendatore
Salvatore Baccaro: Uomo primitivo
Antonio Spinnato: Abusatore
Ernest Thole: Ernesto
Francesca Romana Coluzzi: Concetta